# Placencia Assassins FC
El Placencia Assassins Football Club es un equipo de fútbol de Belice que juega en la Liga Premier de Belice, la liga de fútbol más importante del país.

## Historia
Fue fundado en el año 2011 en la ciudad de Placencia como e sucesor del Placencia Pirates, siendo un equipo que la mayor parte de su historia ha jugado en la Super Liga de Belice, la segunda más importante, aunque ha sido campeones de liga Premier en 1 ocasión, tras haber ganado la Superliga 1 año atrás.
Nunca han participado en un torneo internacional.

## Palmarés
- Super Liga de Belice: 1

2011
- Liga Premier de Belice: 1

2012